# Molecaten
Molecaten is een landhuis en landgoed in de gemeente Hattem, een deel van het landgoed is beschermd als rijksmonument. De naam betekent 'boerderij bij de molen'. Het landgoed is ongeveer 132 hectare groot en bestaat voor het grootste deel (circa 107 hectare)  uit bossen, schans, historische tuin-parkaanleg, sprengen met bekenstelsel, een vijver en een aantal stukken weilanden en akkers. Verder bevat het een aantal boerderijen, koetshuis, manege met paardenstallen, een horecagelegenheid, camping en een watermolen.

## Geschiedenis
Het oorspronkelijke gebied Molecaten lag niet op de plaats van het huidige Huis Molecaten, maar meer naar het noorden. In 1347 wordt de naam voor het eerst genoemd in een tinsrol. Eigenaar was toen Hendrick van Oldeneel.
Door huwelijk kwam het goed aan de families Mulert en Van Ensse. Herman Engelbert van Ensse (1566-1626), gehuwd met Johanna van Coevorden (1566-1620), verkocht het goed aan een aangetrouwd familielid, Herman van Keppel (1550-1610), schout van Hattem. Herman van Keppel was een oom van Herman Engelbert van Ensse's zwager Evert van Keppel (1575-na 1632), echtgenoot van Wilhelmina van Coevorden (1575-1634). Het goed bleef in de familie Van Keppel tot 1688.

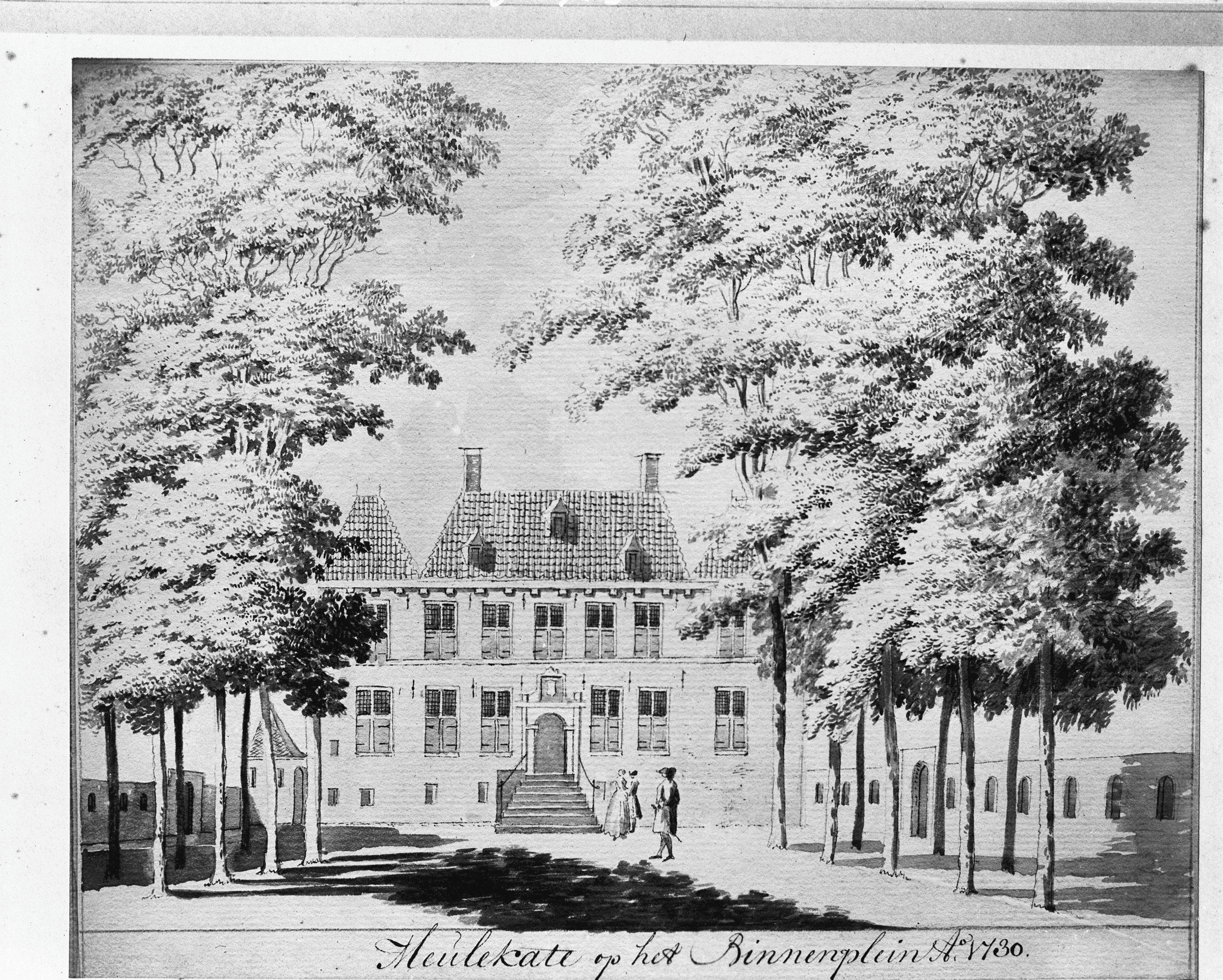
Aanzicht reproductie van tekening uit 1730 van Huis Molekate

In 1637 kocht Johan van Keppel (1610-1691), schout van Hattem, een huis met watermolens. Hij liet ter plekke het huis Molecaten bouwen.
In de achttiende eeuw vererfde het huis door huwelijk van Anna Wilhelmina Cecilla van Keppel (1670-1704) met Robbert van Heeckeren (1650-1699) op de familie Van Heeckeren, die er aanvankelijk maar weinig belangstelling voor had. Het huis werd verwaarloosd en er is geprobeerd het te verkopen. Uiteindelijk nam Reinhard Burchard Willem van Heeckeren van Molecaten (1721-1799) er zijn intrek.
Voordat de laatste Van Heeckerens het betrokken, bewoonden Evert Walraven baron van Heeckeren van Molecaten (1879-1942) en zijn vrouw jkvr. Adolphine Agneta Groeninx van Zoelen (1885-1967), grootmeesteres van koningin Juliana het landgoed. De laatsten waren hun kinderen, de oud-particulier secretaris van Juliana, Walraven Jacob baron van Heeckeren van Molecaten (1914-2001) en zijn echtgenote Maria Antonia (Rita) barones van Heeckeren van Molecaten-Nitschmann (1912-2005), oud-gouvernante van de twee jongste prinsesjes van Oranje, die een rol speelden in de Greet Hofmans-affaire. In het archief van W.J. van Heeckeren bevinden zich stukken over het toekomstig beheer van het landgoed waarbij ook zogenaamde 'doorgevingen' van de gebedsgenezeres over het toekomstig beheer zijn gevoegd. Het echtpaar van Heeckeren-Nitschmann heeft er gewoond tot 1987. Ook de broer van de laatstgenoemde Van Heeckeren, Erik Cecil baron van Heeckeren van Molecaten (1916-1984) en zijn vrouw, Maria van der Leeuw (1947) met hun kinderen woonden tot 1987 op Molecaten.

### Verkoop landgoed
Al langere tijd werd door de broers van Heeckeren nagedacht over verkoop van het landgoed, wat in 1987 gerealiseerd werd toen de verzekeraar AMEV het landgoed overnam en een huurder/gebruiker gevonden had die bereid zou zijn het vervallen pand te renoveren  en de verwaarloosde tuin aan te pakken. Het huis werd onder toezicht van de nieuwe huurder grondig opgeknapt met zoveel mogelijk behoud van de oude stijlkenmerken, tevens werd de tuin en de kas daarin in oude glorie hersteld. Het huis met de daarbij horende tuinen en vijver wordt sinds 1990 voor langdurige erfpacht verhuurd voor particuliere bewoning.
De herberg /restaurant wordt ook  verhuurd ter exploitatie, tevens worden een aantal woningen en gebouwen op het terrein verhuurd. Nabij het landhuis bevindt zich ook recreatiepark Molecaten.
Verzekeringsmaatschappij ASR Vastgoed Vermogensbeheer B.V. is momenteel de eigenaar van het landgoed, met daarop het landhuis, alle andere bebouwingen, tuinen en natuurgebied.

### Heren en vrouwen, dan wel eigenaars/bewoners van Molecaten[9]
Hendrick van Oldeneel, 1362 kastelein van Hattem (†voor 1389)
- Macharis van Oldeneel, gerichtsman te Hattem
  - Engbert van Oldeneel, 1484 schout van Hattem; trouwde Derkje Kruse
    - Dirk van Oldeneel (†voor 1530); trouwde Mechteld ten Bussche tot Molecaten
      - Ludgard van Oldeneel; trouwde Herman Mulert, schout van Zwolle (†1555)
        - Agnes Mulert; trouwde Engelbert van Ensse (†1567)
          - Herman van Ensse; trouwde Johanna van Coeverden; zij verkochten Molecaten aan:

Herman van Keppel tot Moijenberg (†1611), schout van Hattem; trouwde Gesa Blanckebyll
- Joachim van Keppel tot Molecaten (†1632), schout van Hattem; trouwde Johanna Canters
  - Johan van Keppel tot Molecaten (†1667), schout van Hattem; trouwde Geertruid de Cock van Delwijnen (†1693)
    - Anna van Keppel, vrouwe van Molecaten (†1700); trouwde 1668 Derk Ludolf van Keppel, heer van Campherbeek (1644-1686); zij hertrouwde 1690 Borchard Joost van Welvelde, heer van Arendshorst (1641-1710)
      - Johan van Welvelde, heer van Molecaten en heer van Buckhorst (1691-1717)
      - Anna Wilhelmina Cecilia van Keppel, vrouwe van Campherbeek (1670-1704); trouwde 1687 Robbert van Heeckeren, heer van Enghuizen (1650-1699)[10]
        - Evert van Heeckeren, heer van Nettelhorst en Molecaten (1693-1724); trouwde 1713 Jacoba Judith Isabella van Rechteren (1693-1748)
          - Reinhard Burchard Willem van Heeckeren, heer van Molecaten (1721-1799); trouwde 1758 Henriette van Lintelo (1735-1777)
            - Evert Willem baron van Heeckeren, heer van Molecaten (1760-1819); trouwde 1815 Anna Maria van de Spiegel (1774-1830)
            - Robbert August Adolf Maurits Carel baron van Heeckeren van Molecaten (1770-1838), bewoner van Molecaten; trouwde 1813 Charlotte Alexandrine barones van Westerholt (1789-1843)
              - mr. Jacob Anne baron van Heeckeren van Molecaten (1820-1885), bewoner van Molecaten; trouwde 1847 Sinemie Fannij Georgina Grenfell (1824-1874)
                - Robbert baron van Heeckeren van Molecaten (1850-1889), bewoner van Molecaten; trouwde 1876 Charlotte Catharina van Braam (1856-1898)
                  - Evert Walraven baron van Heeckeren van Molecaten (1879-1942), bewoner van Molecaten; trouwde 1911 Jkvr. Adolphine Agneta Groeninx van Zoelen (1885-1967)
                    - Walraven van Heeckeren van Molecaten|Walraven Jacob baron van Heeckeren van Molecaten (1914-2001); trouwde 1951 Marie Antonia Nitschmann (1912-2005), tot de verkoop in 1987 laatste bewoner(s) van Molecaten uit het geslacht van Heeckeren
                    - Erik Cecil baron van Heeckeren van Molecaten (1916-1984); trouwde 1970 Maria van der Leeuw (1947), tot de verkoop in 1987 laatste bewoner(s) van Molecaten uit het geslacht van Heeckeren

## Grondgebied
De Van Heeckerens hebben door diverse aankopen tot rond de jaren 1950 het landgoed flink uitgebreid. Het beslaat een groot deel van het zuidwesten van de gemeente Hattem.

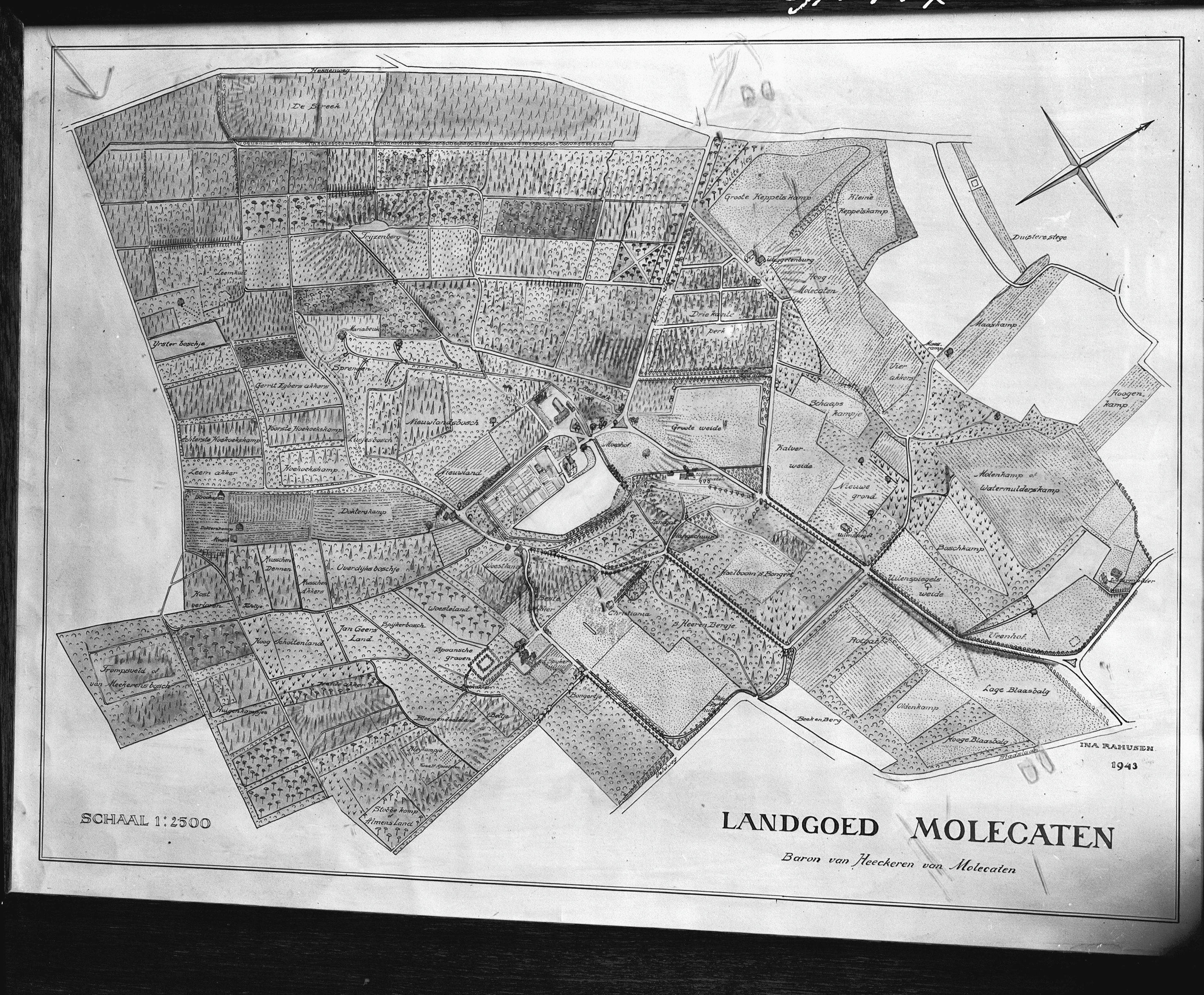
Plattegrond landgoed Molecaten 1943

Het landgoed behoort thans geheel tot het grondgebied van de gemeente 
Hattem, maar dit is niet altijd zo geweest. Een strook land, omvattende het huis en lopend in westelijke richting naar de Hessenweg, was tot 1971 deel van de gemeente Oldebroek. Oorzaak was het feit dat Johan ven Keppel in 1637 zijn landerijen van het schependom heeft overgeheveld naar het schoutambt. Het feit dat hij zelf schout van Hattem was heeft daar ongetwijfeld in meegespeeld. In 1971 werd dit gedeelte bij de gemeente Hattem gevoegd, maar omdat die er niet heeft kunnen bouwen is het gebied van 20ste-eeuwse stadsuitbreidingen vrijgebleven.
In 1808 werd het spieker Watervliet (ook bekend als: Olde Spyker) aangekocht. Dit huis uit omstreeks 1640, oorspronkelijk een schuur voor graanopslag, bleef in 1987 buiten de verkoop van het landgoed en wordt nog bewoond door de familie Van Heeckeren.
Door vererving zijn gedurende de periode van bezit ook weer een aantal stukken gronden verkocht, om de mede erfgenamen te kunnen uitkopen.

## Huis Molecaten
Het huis Molecaten met een monumentale status werd omstreeks 1646 gebouwd. Het huis was oorspronkelijk het hoofdgebouw van een buitenplaats met een ommuurd voorplein, een poort, een brug over de gracht en twee bouwhuizen. Bij het opbouwen van het nieuwe huis werd gebruikgemaakt van de fundamenten van een eerder gebouw uit begin van de zestiende eeuw, wat mogelijk tijdens de Spaanse veldtocht van 1629 is verwoest. In de achttiende eeuw werd het huis eerst verhuurd, maar geleidelijk raakte het in verval. Vanaf 1750 werd het echter weer bewoond door de eigenaars. In 1824 werd het verbouwd in neoclassicistische stijl en in het jaar 1989 en later werd dit huis grondig gerenoveerd.

## Tuinen en park
De historische parkaanleg van Molecaten kenmerkt zich door een sterk in de structuur van het landgoed en door de karakter van het landgoed bepaalde aanleg in formele en landschappelijke stijl.
De entree van het huis wordt geflankeerd door twee, aan beide kanten van de weg liggende stenen leeuwen daterend uit de zeventiende eeuw, deze liggen aan weerszijden van de dam over de Trijsbeek.
Aan de voorkant is het voorhof gelegen, ingedeeld met hagen en rozenpartijen. Achter het huis zelf bevindt zich in een langwerpige vorm bereikbaar via een bruggetje een klassieke barokke tuin, met grasvelden en vierkant vakken in symmetrische patronen met diverse beplantingen. De tuin is in de laatste fase, in 1993 van herstel opnieuw heringericht, compleet met de vroegere druivenkas die dateert uit 1893. Hij is gelegen aan de Wijer.

## Molens
Tot het landgoed hebben drie watermolens behoord. Vlak bij de vijver die om het huis ligt stond een papiermolen. Aangezien het terrein geaccidenteerd is, ligt de 1 ha grote stuwvijver een aantal meters hoger gelegen op de stuwwal van de Veluwe. Door het gebied loopt een aantal zogeheten sprengen. Een tweede papiermolen (Watermolen van Hattem-Molecaten) lag bij de huidige Herberg Molecaten. Na een brand in 1857 volgde herbouw als watergedreven korenmolen. Hij was in die functie tot 1914 in bedrijf en werd daarna nog tot 1940 benut voor het opwekken van elektriciteit ten behoeve van het landhuis. Deze molen is gerenoveerd en staat geregistreerd als rijksmonument. De derde molen, een korenmolen, stond verderop nabij de Eijerdijk. Het molenhuis hiervan is nog aanwezig.

## Doelstelling landgoed
Doelstelling van A.S.R. Vastgoed is, om het landgoed als economische en maatschappelijke eenheid in de huidige vorm te behouden, in combinatie met een gezond rendement met een duurzame waardegroei. Dit betekent geen verkoop van gronden, maar behoud van de bestaande architectuur en instandhouding van de rijksmonumenten.
De hoofddoelstelling van ASR inzake het bosareaal, is het streven om het boslandschap van landgoed Molecaten duurzaam en minimaal kostenneutraal in stand te houden. Houtproductie is hierin een belangrijke inkomstenbron om dit doel te realiseren. Het is dan ook zaak om de mogelijkheid om waardevol hout te produceren en oogsten ook op langere termijn veilig te stellen

### Economische en maatschappelijke functies
Het landgoed speelt afgezien van de particuliere bewoning een grote lokale toeristische rol, waar recreanten kunnen wandelen, fietsen, paardrijden, eten of trouwen in de herberg of overnachten op de daar gevestigde camping.

## Varia
- Molecaten is het startpunt van het zogeheten klompenpad, het Assenradepad.[14]
- Jaarlijks worden in het najaar 'De Molecaten Ruiterdag' gehouden op het landgoed.
- Op het landgoed staan een aantal beschermde monumentale bomen, onder andere de 400 jaar oude Mariabeuk die een sprengkop markeert en een aantal zomereiken.[15]
- Gebedsgenezeres Greet Hofmans heeft korte tijd gewoond in een houten schuurtje op het landgoed, het onderkomen is later afgebroken.
- Het hoogste punt van het landgoed is de 35 meter hoge Trijselenberg. In vroeger tijden was deze heuvel de galgenberg van Hattem.

## Fotogalerij

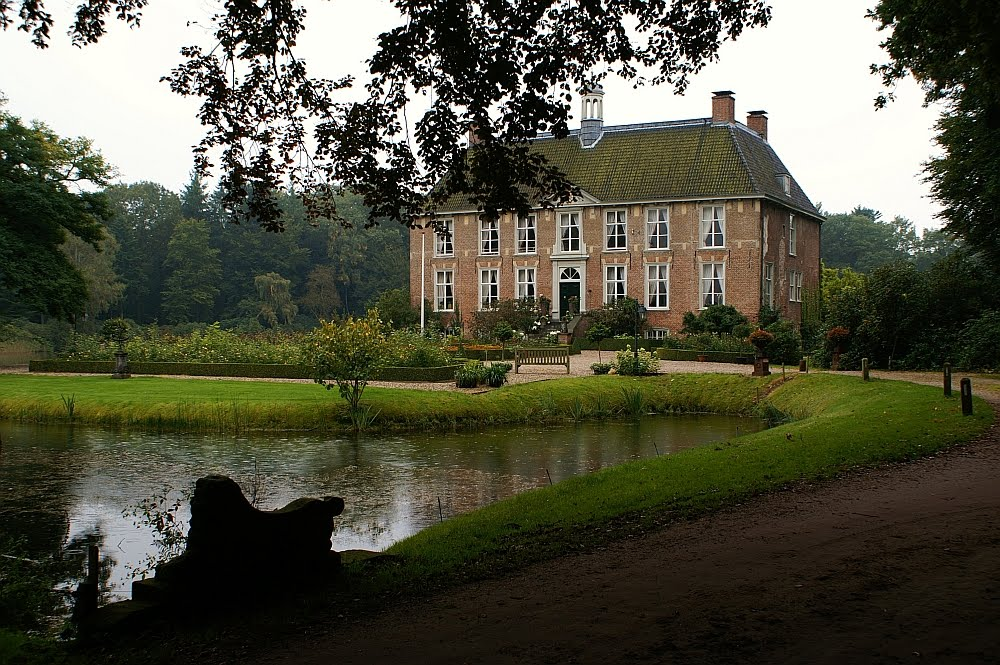
Huis Molecaten
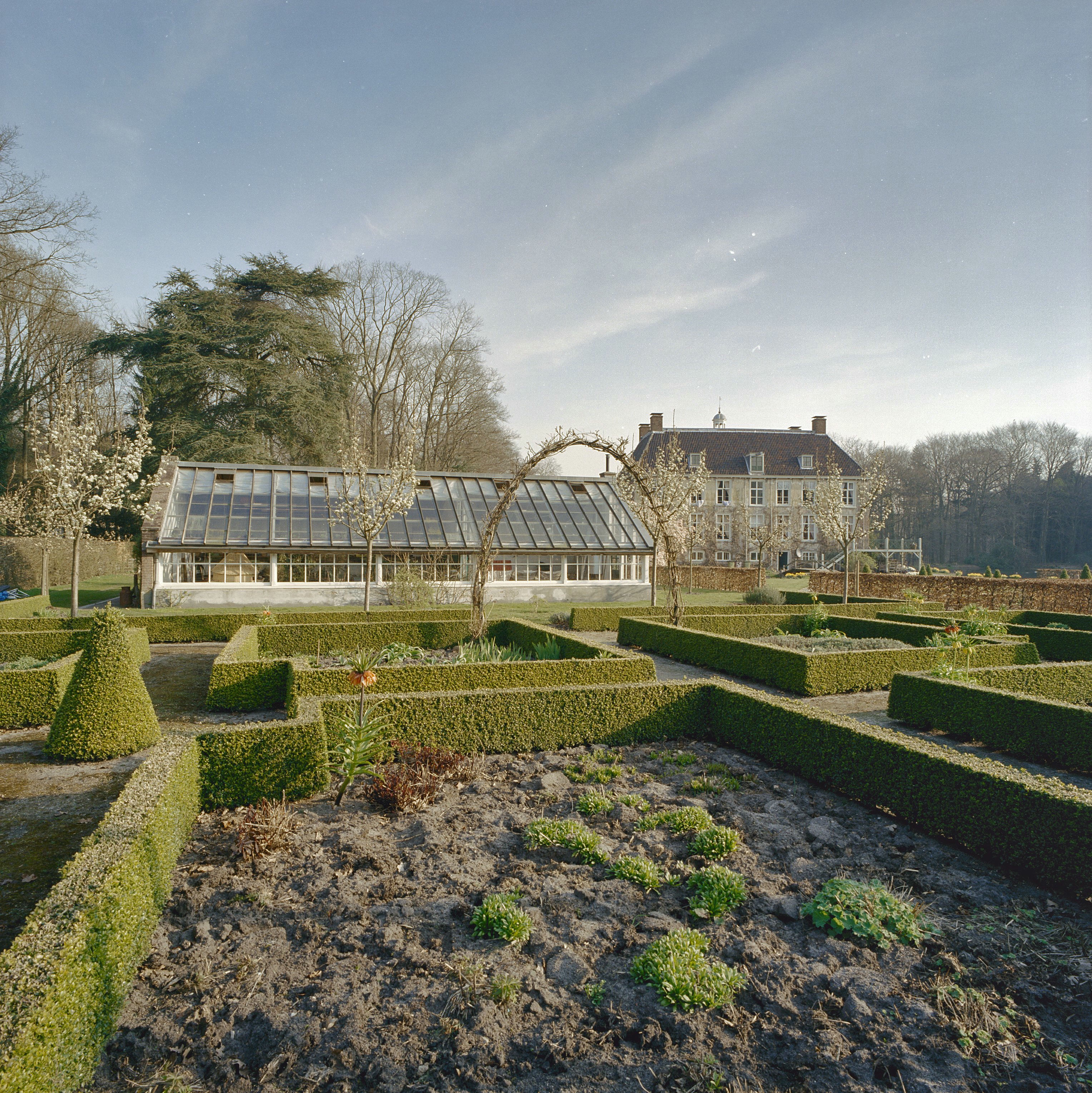
Tuin met kas, op de achtergrond huis Molecaten
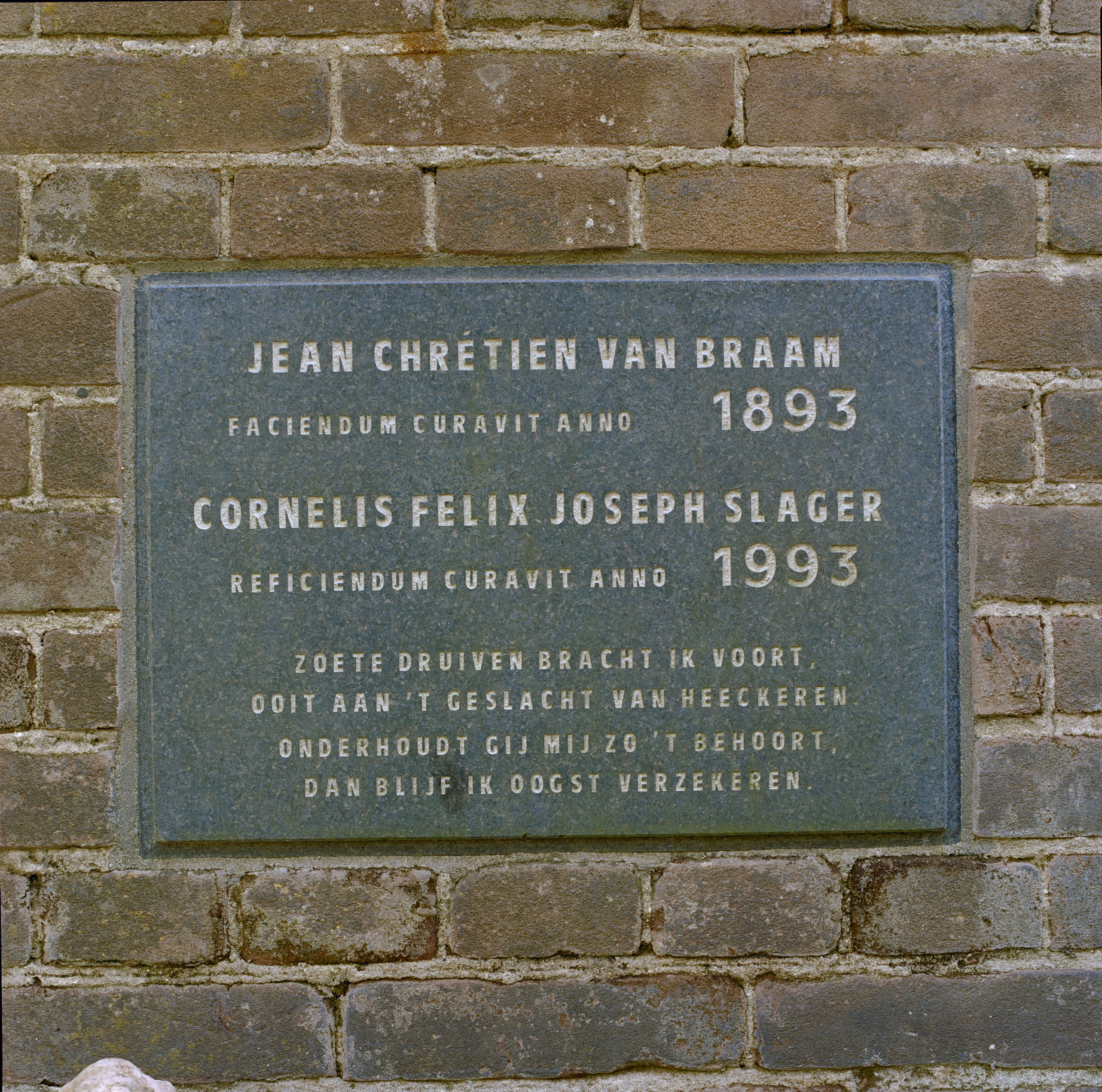
Gevelsteen in de korte gevel van de kas, naast de ingang ervan
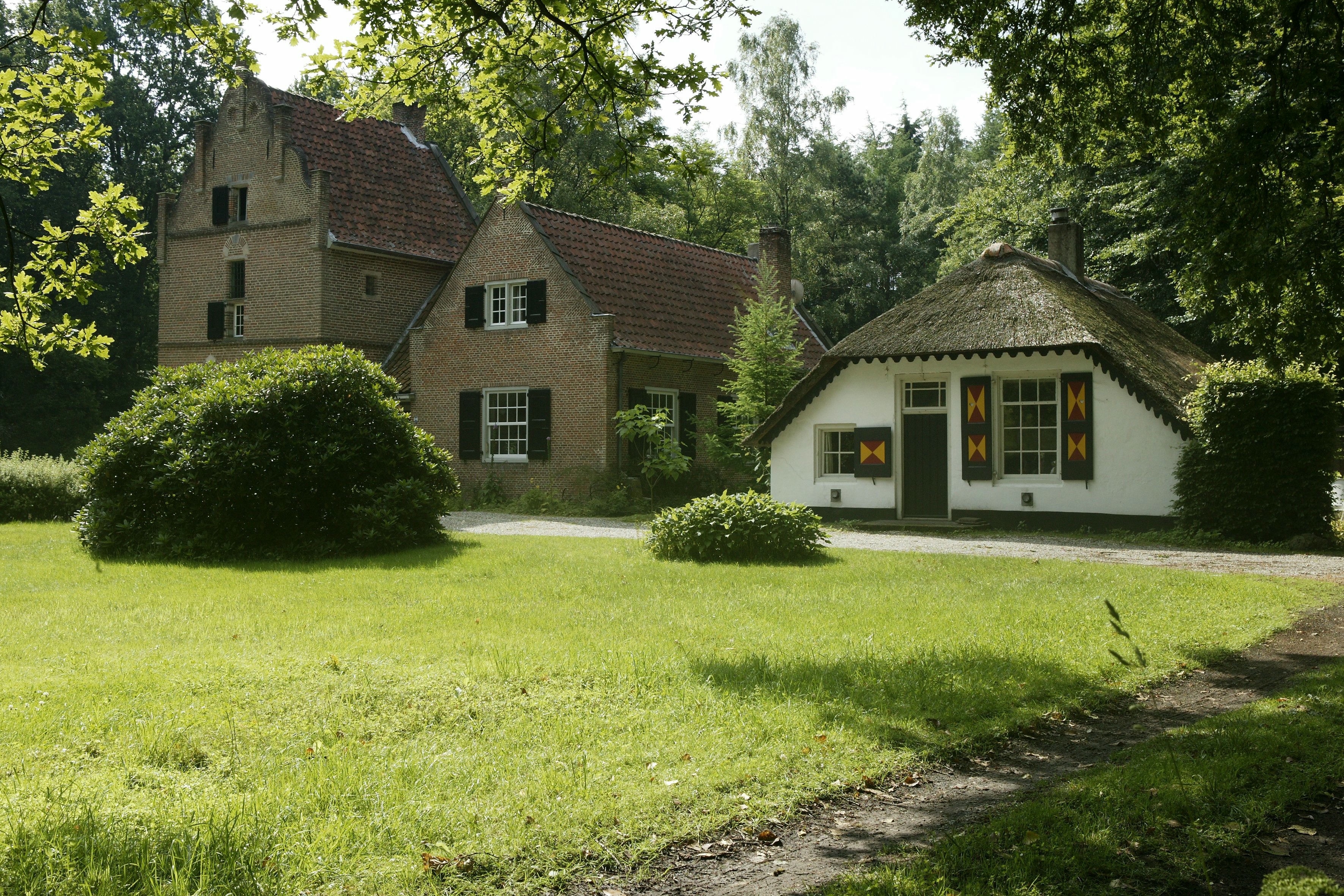
Overzicht Spijker Watervliedt en hoeve bij het terrein van Molecaten
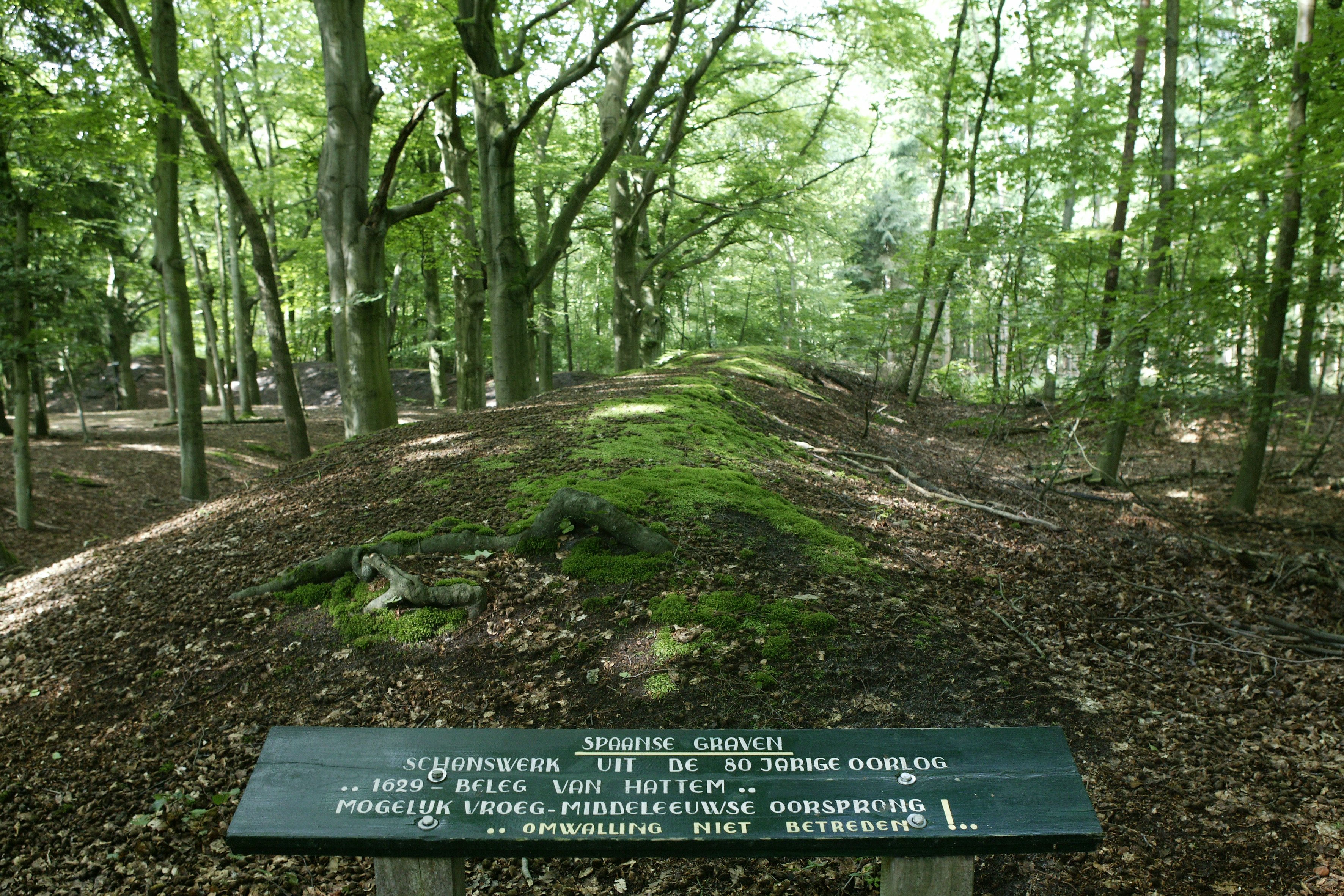
Zicht op de 'Spaanse Graven', schanswerk uit de 80-jarige oorlog
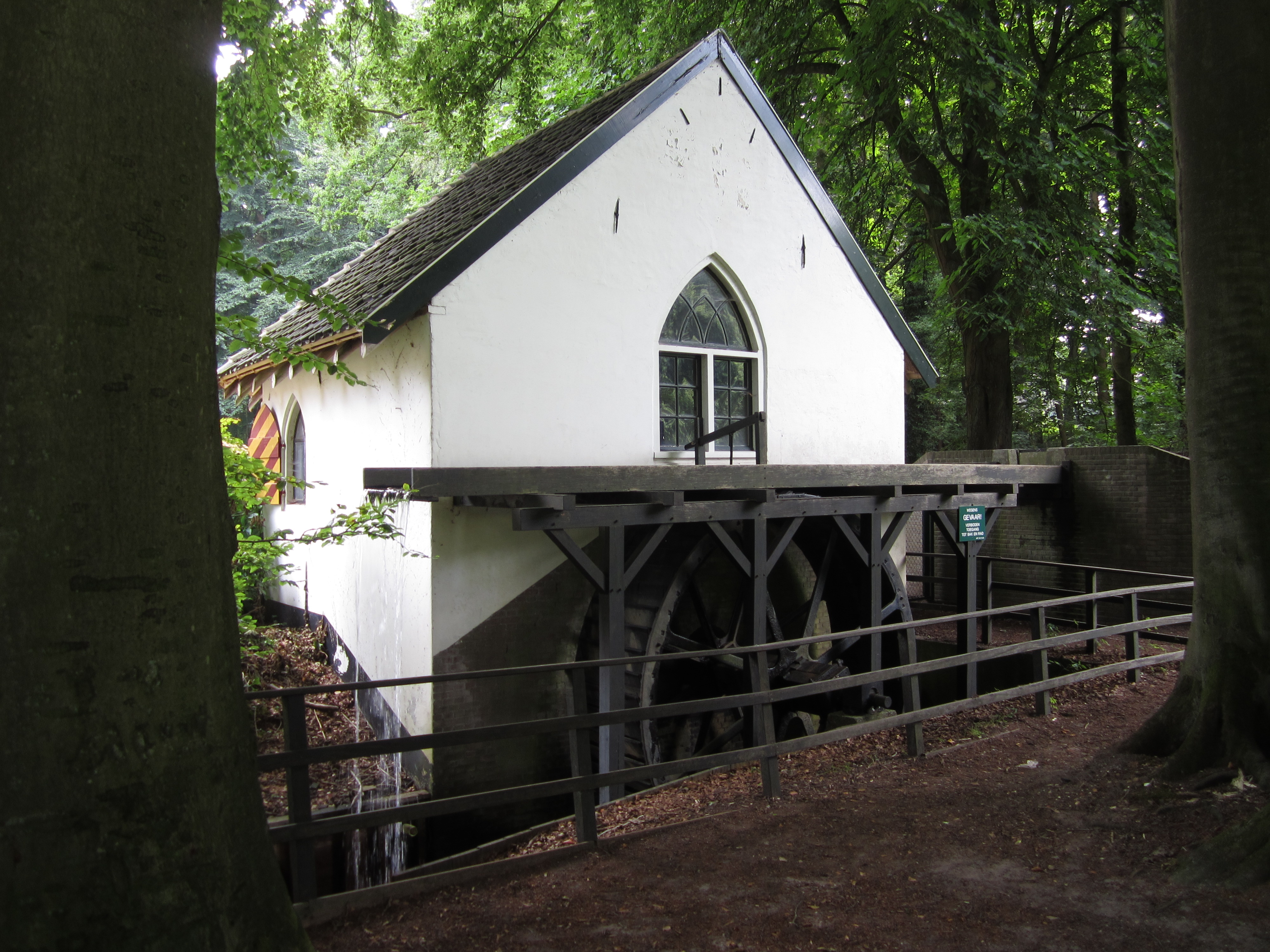
Watermolen